# 長野県佐久平総合技術高等学校
長野県佐久平総合技術高等学校（ながのけん さくだいらそうごうぎじゅつこうとうがっこう）は、長野県佐久市にある公立高等学校。

## 沿革

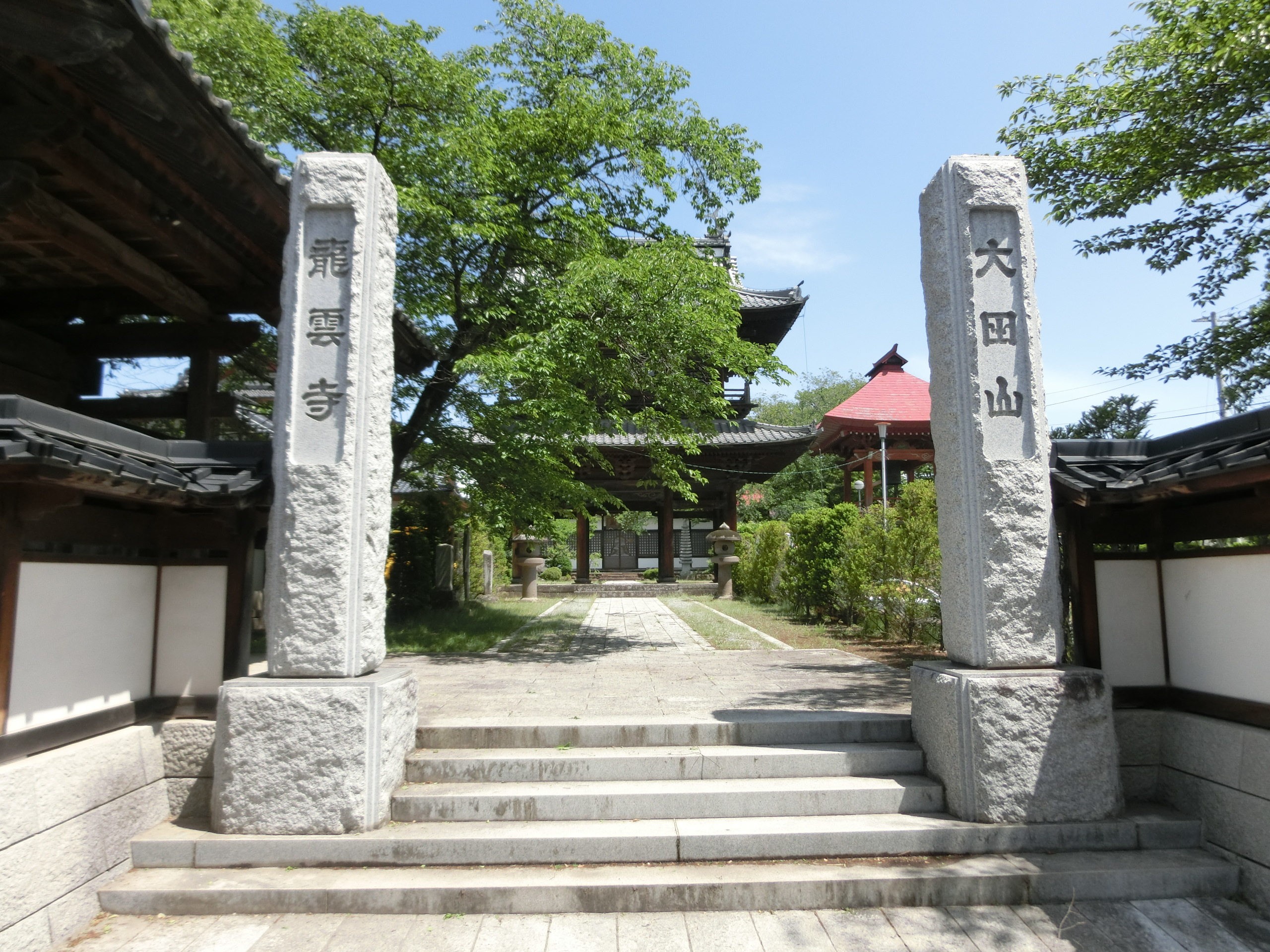
龍雲寺

以下特記なき場合、前・北佐久農業高等学校公式ウェブサイトによる。
- 1901年（明治34年）3月1日 - 岩村田小学校に岩村田実業補修学校が併設される形で開校。男子部（農業科・商業科）・女子部（裁縫・染色）で構成。
- 1902年（明治35年）8月5日 - 岩村田町立乙種農業学校の設立が認可され、龍雲寺で授業を始める。
- 1908年（明治41年）10月2日 - 校舎を当時の岩村田町枇杷坂に新築、移転独立。
- 1911年（明治44年）4月1日 - 長野県北佐久郡立岩村田農学校に改称。
- 1919年（大正8年）3月31日 - 女子部を廃止し、在校生を岩村田実科高等女学校に転校。
- 1920年（大正9年）1月16日 - 長野県北佐久農学校に改称（県立甲種実業学校）。
- 1921年（大正10年）3月1日 - 畜産科を置く（1925年廃止）。
- 1937年（昭和12年）2月13日 - 畜産専攻科を置く（1948年廃止）。
- 1940年（昭和15年）5月27日 - 獣医科を置く（1946年畜産科に改称）。
- 1947年（昭和22年）4月1日 - 中学校を併設（1949年3月31日廃止）。
- 1948年（昭和23年）4月1日 - 長野県北佐久農業高等学校となる（学制改革）。5月には定時制農業課程を置く。
- 1950年（昭和25年）4月1日 - 定時制の御代田分校を置く（1976年3月閉校）。
- 1957年（昭和32年）6月20日 - 文部省産業教育研究指定校。
- 1963年（昭和38年）4月1日 - 教育課程を改訂、全日制の農業科・畜産科・食品加工科・生活科と、定時制の農業科・生活科を置く。
- 1977年（昭和52年）3月31日 - 定時制廃止。
- 1979年（昭和54年）4月1日 - 園芸科を置く。7月6日には小海高校から小倉原農場所が移管される。
- 1991年（平成3年）4月1日 - 畜産科学科を置く。
- 1993年（平成5年）4月26日 - マレーシア・クダ州のランカウイ島技術中高等学校と姉妹校提携。
- 1996年（平成8年）4月1日 - 長野県岩村田高等学校と学校間連携事業を始める。
- 1997年（平成9年）12月8日 - もろみ製造免許が交付される。
- 2004年（平成16年）4月1日 - 教育課程を改訂、全日制の栽培システム科・生物サイエンス科・食品サービス科を置く。

以下特記なき場合、佐久平総合技術高校公式ウェブサイトによる。
- 2009年（平成21年）6月22日 - 北佐久農業高校・岩村田高校・臼田高校の3校による総合技術高校新設に向けた研究協議を始める。
- 2010年（平成22年）10月12日 - 教育委員会定例会で3校の統合実施計画を策定。
- 2015年（平成27年）3月1日 - 北佐久農業高校閉校式。4月1日、佐久平総合技術高等学校開校。

## 教育目標
- 校是 - 「佐久平の明日を創る人物たれ」[3]
- 校訓 - 「進取創造」（しんしゅそうぞう）・「和衷協同」（わちゅうきょうどう）・「至誠剛健」（しせいごうけん）[3]
- 愛言葉 - 「COSMOS」
  - 「生きる力」(Career)・「先見力」(Observation)・「技術力」(Skill)・「人間力」(Mind)・「創造力」(Originality)・「地域の星」(Star) を市の花であるコスモスになぞらえたもの[3]。
- 理想の生徒像 - 「知・徳・体のバランスとれた生徒」[3]
- 校章 - アルファベットの「S」の字を図案化したもの。浅間山（＝浅間キャンパス、上の山）・八ヶ岳（＝臼田キャンパス、下の山）・千曲川（中央のS、3学科を3色で表現）・佐久平（全体のS）をイメージ[4]。
- 校歌 - 作詞：和合亮一、作曲：新実徳英による[4]。
- 文化祭 - 「星煌祭」（浅間キャンパスは7月、臼田キャンパスは9月に開催）[5]

## キャンパス
浅間キャンパス
長野県佐久市岩村田991に所在（もと北佐久農業高校）。JR岩村田駅（徒歩8分間）・佐久平駅（徒歩12分間）、上信越自動車道・佐久インターチェンジ（自動車で5分間）が最寄り。農業科（栽培システム科・生物サイエンス科・食品サービス科）および工業科（機械システム科・電気情報科）を置く。
臼田キャンパス
長野県佐久市臼田751に所在（もと臼田高校）。創造実践科を置く。